# SDSS J000009.38+135618.4
SDSS J000009.38+135618.4 et SDSS J0000+1356 en abrégé, est un lointain et très lumineux quasar, connu pour être l'un voire le quasar le plus lumineux en infrarouge et infrarouge proche, située dans la constellation de Pégase. Il est découvert en août 2005 par une équipe du Sloan Digital Sky Survey, et reste en août 2022, l'un des quasars les plus lumineux découverts par le SDSS, sa magnitude absolue en proche infrarouge étant estimée à -31,6. 
Près d'une dizaine de mesures non basées sur le décalage vers le rouge (redshift) donnent une distance de 3 280 ± 100 Mpc (∼10,7 milliards d'al), ce qui est à l'extérieur des distances calculées en employant la valeur du décalage vers le rouge.
La vitesse radiale de 666 600 ± 80 km/s de ce  quasar est élevée et on peut employer la loi de Hubble-Lemaître pour calculer sa distance. Le résultat donne 3 220 ± 100 Mpc (∼10,5 milliards d'al) et une distance comobile de 9 832 ± 688 Mpc (∼32,1 milliards d'al) de la Terre. Basée sur un décalage vers le rouge de z ~ 2.22, la galaxie se situe à 3 286 ± 100 Mpc (∼10,7 milliards d'al), c'est donc un cas de cohésion en la distance du décalage et la loi de Hubble-Lemaître.

## Structure et comportement
SDSS J0000+1356, en tant que quasar, est supposément un disque d'accrétion de gaz extrêmement chaud, tourbillonnant autour d'un gigantesque trou noir au centre d'une galaxie. La lumière provenant du quasar a été émise il y a ~10,7 milliards d'années. La galaxie environnante n'est pas visible depuis la Terre parce que le quasar lui-même l'éclipse. D'une magnitude absolue de -31.6, il brille avec une luminosité de 13 × 1040 watts, soit avec autant d'intensité que 343 550 milliards de Soleils. Ce quasar est donc plus lumineux que la Voie lactée elle-même. Comme d'autres quasars, SDSS J0000+1356 possède un spectre contenant des raies d'émission de gaz froids beaucoup plus loin que le disque d'accrétion. Ces raies sont principalement des raies d'hydrogène, de carbone et de magnésium doublement voire quintuplement ionisé, indiquant que le gaz voyage très rapidement dans ce dernier ; les lignes d'hydrogène bêta et de carbone montrent qu'il se déplace à une vitesse de ~1 200 jusqu'à ~1 500 km/s. Ceci indique que le trou noir central doit exercer une très grande force gravitationnelle sur le gaz qui l'entoure. Les raies Hb, Mg II et C V montrent la présence d'hydrogène, de magnésium et de carbone ionisé dans le disque d'accrétion et son voisinage.

## Trou noir supermassif
En mesurant les différentes raies d'émissions de SDSS J2222+0053, les scientifiques ont pu calculer que les gaz composant le disque d'accrétion du quasar se déplacent de ~1 200 jusqu'à ~1 500 km/s. Cette vitesse corrélée avec les lois de la gravitation montre que SDSS J2222+0053 abrite un trou noir supermassif de 14,1 milliards de M☉. Un tel trou noir aurait un rayon de Schwarzschild de 278.4 UA soit 41,6 milliards de km.